# Gustav Riehl
Gustav Riehl, född den 10 februari 1855 i Wien, död där den 7 januari 1943, var en österrikisk läkare.
Riehl blev vid Wiens universitet medicine doktor 1880 och docent 1885. Han kallades 1896 till extra ordinarie professor i dermatologi vid Leipzigs universitet och blev där 1901 ordinarie professor. Följande år antog han kallelse till professuren i dermatologi och syfilidologi i Wien. Han författade en mängd artiklar inom sin vetenskap.